# Krnežići
Krnežići su naseljeno mjesto u Republici Hrvatskoj u Zagrebačkoj županiji. 

## Zemljopis
Administrativno su u sastavu općine Krašić. Naselje se proteže na površini od 0,74 km².

## Stanovništvo
Prema popisu stanovništva iz 2001. godine u Krnežićima živi 56 stanovnika i to u 15 kućanstava. Gustoća naseljenosti iznosi 75,68 st./km².
| broj stanovnika | 78    | 89    | 90    | 87    | 87    | 103   | 101   | 101   | 121   | 125   | 132   | 117   | 93    | 76    | 56    | 34    | 27    |
|                 | 1857. | 1869. | 1880. | 1890. | 1900. | 1910. | 1921. | 1931. | 1948. | 1953. | 1961. | 1971. | 1981. | 1991. | 2001. | 2011. | 2021. |